# Habitación en Roma
Habitación en Roma (internationale titel: Room in Rome) is een Spaanse film uit 2010 van Julio Medem.

## Verhaal
Alba verleidt een vrouw en neemt haar mee naar haar hotelkamer in Rome. De vrouw, die Natasha heet, is hetero, maar gaat toch in op de avances van Alba. Doorheen de film groeien de twee steeds dichter naar elkaar toe. Op het einde van de film gaan ze ieder weer hun eigen weg in respectievelijk Spanje en Rusland.

## Rolverdeling
- Elena Anaya als Alba
- Natasha Yarovenko als Natasha
- Enrico Lo Verso als Max
- Najwa Nimri als Edurne